# Georgian Railway
Georgian Railway (gruz. საქართველოს რკინიგზა) – gruziński przewoźnik kolejowy.

## Historia
W 1865 założono linie kolejowe. Pierwszy pociąg przewoźnika ruszył 10 października 1872 z miasta Poti do stacji kolejowej w Tbilisi. W późniejszych latach otwarto nowe połączenia kolejowe takie jak: Rioni–Kutaisi (1877), Rioni–Tkibuli (1887) oraz Zestaponi–Cziatura (1895).
W 1883 przewoźnik uruchomił międzynarodową trasę z Tbilisi do Baku, aby umożliwić transport ropy naftowej do portu w Batumi. W 1899 otwarto nowe połączenie między Gruzją a Armenią.
Po rozpadzie ZSRR rząd gruziński przejął całkowitą kontrole nad aktywami przedsiębiorstwa i rozpoczął proces prywatyzacji oraz przekształcił koleje w spółkę państwową.